# Lærlingefilmen
|  | Denne artikel er oprettet af botten PalnaBot ud fra en ekstern database. Den kan derfor have sproglige fejl eller mangler. Denne skabelon kan fjernes efter kontrol af indholdet. |

Lærlingefilmen er en kortfilm instrueret af Svend Erik Andersen, Svend Erik Holst Jensen efter manuskript af Franco Invernizzi, Svend Erik Andersen.

## Handling
Handlingen foregår i en provinsby hos elektrikerfirmaet Lundes El. En dag bliver en lærling fyret, fordi han nægter at udføre arbejde, der strider imod sikkerhedsbestemmelserne. Dette udløser arbejdsnedlæggelse og demonstration hos Lundes El.